# Karl Oberleithner
Karl von Oberleithner, též Carl (2. října 1828 Šumperk – 9. října 1898 Arco) byl rakouský průmyslník, hudební skladatel a politik německé národnosti z Moravy; poslanec Moravského zemského sněmu.

## Biografie
Narodil se v Šumperku jako druhý syn tamního textilního podnikatele Eduarda Oberleithnera staršího. Získal vzdělání, jazykové znalosti a podnikl řadu studijních cest. Roku 1850 nastoupil do firmy Eduard Oberleithner und Sohn, ve které již od roku 1832 působil i jeho starší bratr Eduard Oberleithner. Po Světové výstavě roku 1873 ve Vídni byl s bratrem povýšen do dědičného šlechtického stavu. Byl zakladatelem a předsedou kuratoria šumperské textilní a zemědělské školy. Zasedal v olomoucké obchodní a živnostenské komoře. Zabýval se též skládáním hudby. Od roku 1862 byl sbormistrem šumperského mužského pěveckého spolku. Používal umělecké jméno Carlo Nero.
Počátkem 60. let se zapojil i do vysoké politiky. V zemských volbách 1861 byl zvolen na Moravský zemský sněm, za kurii obchodních a živnostenských komor, obvod Olomouc. Na sněm se dostal i v zemských volbách v lednu 1867, nyní za kurii venkovských obcí, obvod Šumperk. V krátce poté konaných zemských volbách v březnu 1867 ovšem byl na sněm v tomto obvodu zvolen Anton Ryger, přičemž se uvádí, že Oberleithner onemocněl. Na sněm se ale dostal dodatečně. Slib složil 24. srpna 1868, nyní opět za kurii obchodních a živnostenských komor, obvod Olomouc. Na sněmu zasedal rovněž znovu od 20. listopadu 1873. V roce 1867 je uváděn jako kandidát tzv. Ústavní strany (centralisticky, provídeňsky a liberálně orientovaná).
Zemřel v říjnu 1898 ve své vile v tyrolském Arcu po krátké nemoci.